# Stephen Colbert
Stephen Tyrone Colbert (sinh 13 tháng 5 1964) là một diễn viên hài, người dẫn chương trình, nhà bình luận chính trị và nhà văn người Mỹ được biết đến với phong cách hài châm biếm, dí dỏm. Ông là người dẫn chương trình của The Colbert Report, một chương trình hài châm biếm đả kích về các đề tài chính trị và các vấn đề thời sự khác. Từ khi ra đời năm 2005, The Colbert Report đã trở thành một trong những series hài châm biếm ăn khách nhất tại Mỹ, sự thành công của chương trình đã giúp Colbert 46 lần được đề cử và 10 lần được trao giải Emmy kể từ năm 2004. Ông được tạp chí Time bầu chọn là một trong 100 nhân vật ảnh hưởng nhất thế giới năm 2006. Cuốn sách I Am America (And So Can You!) cũng là một trong những cuốn sách bán chạy nhất của New York Times. Hiện ông đang giữ vai trò dẫn chương trình cũng như chịu trách nhiệm sản xuất chương trình Talkshow khuya "The Late Show with Stephen Colbert."